# Кениънвил (град, Орегон)
Кениънвил (на английски: Canyonville) е град в окръг Дъглас, щата Орегон, САЩ. Кениънвил е с население от 1640 жители (2007) и обща площ от 2,4 km². Намира се на 228,6 m надморска височина. ЗИП кодът му е 97417, а телефонният му код е 541.